# Saeki Shōichi
Saeki Shōichi (japanisch 佐伯 彰一; geboren 26. April 1922 in der Präfektur Toyama; gestorben 1. Januar 2016) war ein japanischer Kritiker und Kenner der amerikanischen Literatur.

## Leben und Wirken
Saeki Shōichi machte seinen Studienabschluss an der Universität Tokio. Er wurde zunächst Assistenzprofessor an der „Städtischen Universität“ (都立大学, Toritsu daigaku), der späteren „Tokyo Metropolitan University“ (東京都立大学, Tōkyō toritsu daigaku), und übernahm 1968 eine Professur an seiner Alma Mater. Bei Erreichung des Ruhestandes verabschiedete die Universität ihn als „Meiyo Kyōju“ Anschließend übernahm er eine Professur an der Chūō-Universität und schließlich 1995 eine Verwaltungsposition an der Setagaya-Universität (世田谷文学).
Saeki untersuchte die Position der japanischen Literatur im internationalen Vergleich und fand, dass sie eine besondere eigene Qualität aufweise. 1958 gründete er mit Shinoda Hajime (1927–1989), Muramatsu Takeshi (1929–1994) die Zeitschrift „Hihyō“ (批評), etwa „Rezension“.
Saeki Shōichi erhielt 1975 für „Nihon no watashi o motomete“ (日本の「私」を索めて), etwa „Über das japanische ich“, den Großen Preis für japanische Literatur. 1979 erhielt er für „Monogatari geijutsu ron“ (物語芸術論), etwa „Theorie der Kunst der Erzählung“, den Yomiuri-Literaturpreis, 1982 den Preis der Japanischen Akademie der Künste, deren Mitglied er 1988 wurde.
Unter Saekis zahlreichen Publikationen seien „Nihonjin no jiden“ (日本人の自伝), etwa „Autobiographie des Japaners“, aus dem Jahr 1974, und „Shintō no kokoro, miezaru kami o sakumete“ (神道のこころ　見えざる神を索めて), etwa „Das Herz des Shintō, die Suche nach den Göttern“, 1989, erwähnt. Er übersetzte auch viele englischsprachige Autoren, darunter Joseph Conrad, Henry James, Saul Bellow, Leslie Fiedler, Ernest Hemingway, Edward Seidensticker und Philip Roth.